# Brian Walsh (Politiker)
Brian Walsh (irisch Brian Breathnach; * 28. September 1972 in Galway, Irland) ist ein irischer Politiker der Fine Gael. Er war von 2011 bis 2016 Teachta Dála (Abgeordneter) im Dáil Éireann, dem irischen Unterhaus.
Walsh wurde 2004 erstmals in den Galway City Council gewählt. Bereits 2005 bis 2006 war er Mayor of Galway und damit der bislang jüngste Ratsvorsitzende. 2009 wurde er wiedergewählt. 
Bei den Wahlen zum Dáil Éireann 2011 im Wahlkreis Galway West konnte erfolgreich einen Sitz erringen. Da er beim Protection of Life During Pregnancy Bill 2013 gegen die eigene Regierung stimmte, wurde er zwischenzeitlich – 2013 bis 2014 – aus der Parlamentsfraktion ausgeschlossen.
Verteidigen konnte er den Sitz allerdings bei den nachfolgenden Wahlen 2016 nicht.

## Privates
Seit 2005 ist er mit Fiona Flatley verheiratet, mit der er zwei Kinder hat.